# Liste der polnischen Botschafter in Russland

## Geschichte

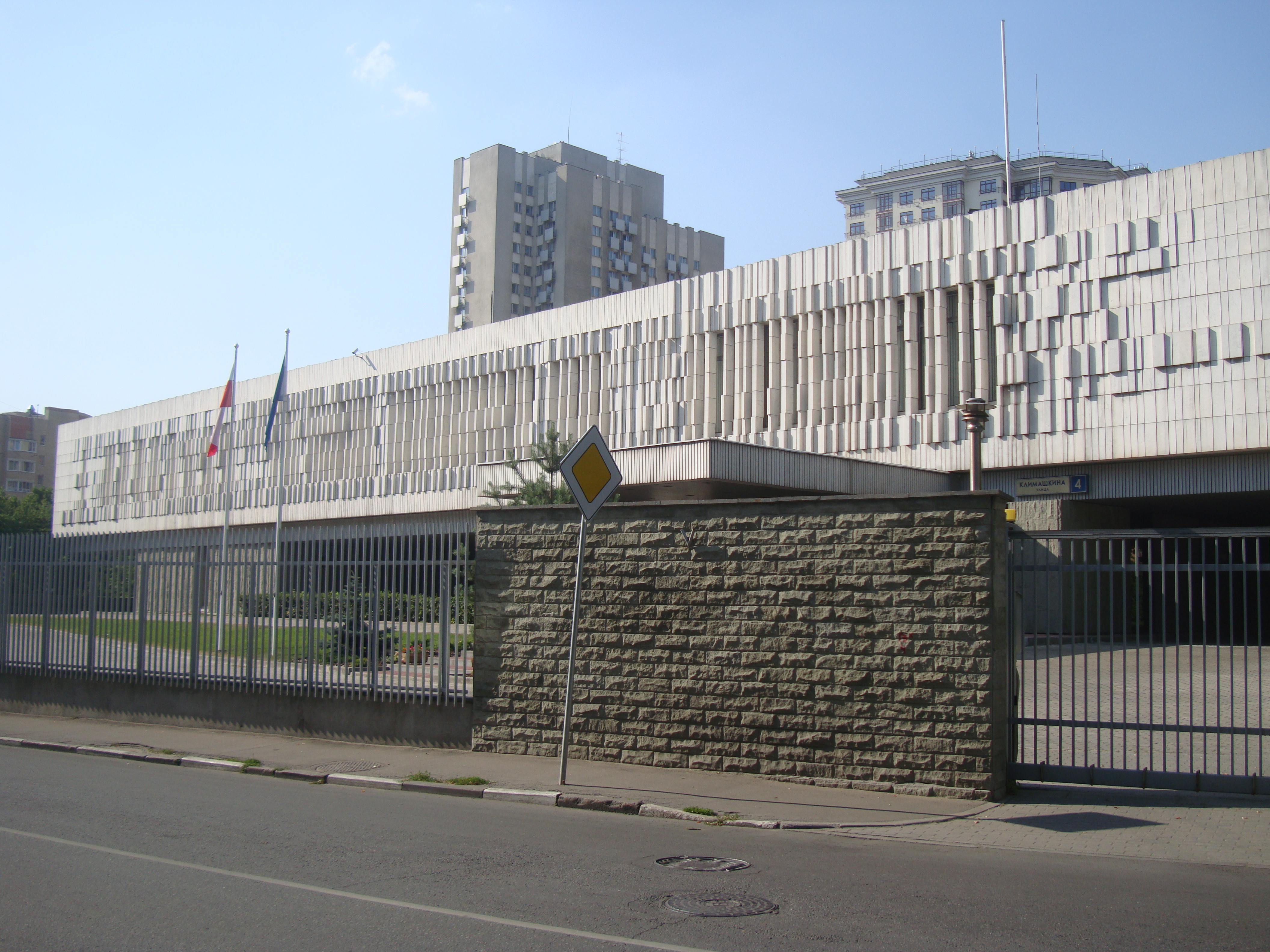
Die polnische Botschaft befindet sich in Moskau.

Bis 1767 wurden die Interessen des polnischen Königs in der Eremitage durch informelle Vertreter und Ministre plénipotentiaire wahrgenommen.

## Missionschefs

### Polnisch-litauische Gesandte
| Ernannt   | Name                        | Bemerkungen | akkreditiert während der Regierung von | ernannt während der Regierung von | Amtsende  |
| --------- | --------------------------- | --- | -------------------------------------- | --------------------------------- | --------- |
| 1569      |                             | Polen-Litauen | Sigismund II. August                   | Iwan IV.                          | 1795      |
| 1556      | Stefan Zbaraski             | | Sigismund II. August                   | Iwan IV.                          |           |
| 1572      | Michał Haraburda            | († 12. August 1586) 1566: litauischer Schriftsteller, 1584: Kastellan von Minsk, Gouverneur von Śvisłač                       | Sigismund II. August                   | Iwan IV.                          | 1581      |
| 1686      | Krzysztof Grzymułtowski     | (* 1620 Wielkopolska; † Mai 1687.)                                                                                            | Johann III. Sobieski                   | Peter der Große                   |           |
| 1702      | Krzysztof Białłozor         | | August II.                             | Peter der Große                   |           |
| Feb. 1704 | Tomasz Działyński           | († 1741) | Stanislaus I. Leszczyński              | Peter der Große                   |           |
| 1707      | Józef Tausz                 | Gesandter der Konföderation von Sandomir (* 1656; † 25. Juni 1714)                                                            | August II.                             | Peter der Große                   | 1709      |
| 1712      | Marcin Wołłowicz            | Gesandter der Konföderation von Warschau (1704)                                                                               | Stanislaus I. Leszczyński              | Peter der Große                   |           |
| 1712      | Michał Puzyna               | Gesandter der Konföderation von Warschau (1704)                                                                               | Stanislaus I. Leszczyński              | Peter der Große                   |           |
| 1717      | Franciszek Poniński         | (* 1676; † 1740) | August II.                             | Peter der Große                   | 1718      |
| 1718      | Johann Adolph von Loß       | (* 20. Juni 1690; † 25. August 1759)                                                                                          | August II.                             | Peter der Große                   |           |
| 1719      | Stanisław Chomętowski       | | August II.                             | Peter der Große                   | 1720      |
| 1735      | Ignacy Zawisza              | (* 1702; † 1775) Großmarschall von Litauen, Kastelan von Minsk, Eichhornfänger                                                | August II.                             | Anna                              |           |
| 1739      | Ignacy Ogiński              | 1739 durch den Vorstand des Sejm ernannt 1743 akkreditiert                                                                    | August II.                             | Anna                              | 1743      |
| 1762      | Alois Friedrich von Brühl   | | August II.                             | Peter III.                        |           |
| 1763      | Jan Andrzej Borch           | | Stanislausr II. August Poniatowski     | Katharina II.                     |           |
| Mai 1764  | Gerwazy Ludwik Oskierka     | | Stanislausr II. August Poniatowski     | Katharina II.                     | Mai 1764  |
| 1764      | Franciszek Rzewuski         | außerordentlicher Gesandter und Ministre plénipotentiaire                                                                     | Stanislausr II. August Poniatowski     | Katharina II.                     | 1765      |
| 1765      | Jakub Psarski               | Ab 1772 Sitz in Russland | Stanislausr II. August Poniatowski     | Katharina II.                     | 1766      |
| Juni 1766 | Franciszek Rzewuski         | | Stanislausr II. August Poniatowski     | Katharina II.                     | Jan. 1767 |
| 1767      | Jakub Psarski               | Geschäftsträger suchte 1774 um Entlassung aus Gesundheitsgründen an und empfahl Antoni Augustyn Deboli als seinen Nachfolger. | Stanislausr II. August Poniatowski     | Katharina II.                     | 1774      |
| 1767      | Antoni Augustyn Deboli      | | Stanislausr II. August Poniatowski     | Katharina II.                     | 1792      |
| 1771      | Franciszek Ksawery Branicki | | Stanislausr II. August Poniatowski     | Katharina II.                     |           |
| 1772      |                             | Teilungen Polens | Stanislausr II. August Poniatowski     | Katharina II.                     |           |

### Polnische Botschafter
| Ernannt       | Name                            | Bemerkungen | ernannt während der Regierung von | akkreditiert während der Regierung von | Amtsende      |
| ------------- | ------------------------------- | --- | --------------------------------- | -------------------------------------- | ------------- |
| 1807          |                                 | Herzogtum Warschau | Teilungen Polens                  | Alexander I.                           | 1815          |
| 18. Sep. 1814 |                                 | Wiener Kongress | Teilungen Polens                  | Alexander I.                           | 9. Juni 1815  |
| 9. Juni 1815  |                                 | Kongresspolen | Teilungen Polens                  | Alexander I.                           |               |
| 5. Nov. 1916  |                                 | Regentschaftskönigreich Polen | Teilungen Polens                  | Nikolaus II.                           | 11. Nov. 1918 |
| 9. Nov. 1917  | Aleksander Lednicki             | | Józef Piłsudski                   | Alexei Iwanowitsch Rykow               | 1918          |
| 1918          | Ludwik Darowski                 | | Józef Piłsudski                   | Alexei Iwanowitsch Rykow               | 1918          |
| 18. März 1921 | Friedensvertrag von Riga (1921) | | Józef Piłsudski                   | Alexei Iwanowitsch Rykow               |               |
| 1. Juli 1921  | Tytus Filipowicz                | | Józef Piłsudski                   | Alexei Iwanowitsch Rykow               | 22. Okt. 1921 |
| 10. Dez. 1921 | Zygmunt Stefański               | Geschäftsträger (* 30. März 1875 in Krakau; † 7. November 1937 in Żeronie)                                                                                | Józef Piłsudski                   | Alexei Iwanowitsch Rykow               | 16. Okt. 1922 |
| 16. Dez. 1922 | Roman Knoll                     | | Józef Piłsudski                   | Alexei Iwanowitsch Rykow               | 30. Dez. 1923 |
| 30. Dez. 1922 |                                 | Die Russische Sozialistische Föderative Sowjetrepublik wurde Teil der Sowjetunion.                                                                        | Józef Piłsudski                   | Alexei Iwanowitsch Rykow               |               |
| 13. Dez. 1923 |                                 | Die polnische Regierung erkannte die sowjetische an. | Stanisław Wojciechowski           | Alexei Iwanowitsch Rykow               |               |
| 19. Jan. 1924 | Ludwik Darowski                 | | Stanisław Wojciechowski           | Alexei Iwanowitsch Rykow               | 18. Juni 1924 |
| 27. Juni 1924 | Kazimierz Marian Wyszyński      | (* 23. August 1890 in Lublin, † 3. Januar 1935 in Berlin) Geschäftsträger                                                                                 | Stanisław Wojciechowski           | Alexei Iwanowitsch Rykow               | 20. Dez. 1924 |
| 20. Dez. 1924 | Stanisław Kętrzyński            | | Stanisław Wojciechowski           | Alexei Iwanowitsch Rykow               | 10. Dez. 1926 |
| 10. Dez. 1926 | Stanisław Patek                 | | Ignacy Mościcki                   | Alexei Iwanowitsch Rykow               | 31. Dez. 1932 |
| 31. Dez. 1932 | Henryk Sokolnicki               | (* 19. Januar 1891 in Janiszew † 21. Oktober 1981 in Helsinki) Geschäftsträger                                                                            | Ignacy Mościcki                   | Wjatscheslaw Michailowitsch Molotow    | 1. Feb. 1933  |
| 1. Feb. 1933  | Juliusz Łukasiewicz             | | Ignacy Mościcki                   | Wjatscheslaw Michailowitsch Molotow    | 20. Juni 1936 |
| 1. Juli 1936  | Wacław Grzybowski               | | Ignacy Mościcki                   | Wjatscheslaw Michailowitsch Molotow    | 17. Sep. 1939 |
| Okt. 1937     | Jerzy Matusiński                | geschäftsführender Generalkonsul in Kiew (* 1890; † 1. September 1939)                                                                                    | Ignacy Mościcki                   | Wjatscheslaw Michailowitsch Molotow    | 30. Sep. 1939 |
| 24. Aug. 1939 |                                 | deutsch-sowjetischer Nichtangriffspakt | Bolesław Wieniawa-Długoszowski    | Wjatscheslaw Michailowitsch Molotow    |               |
| 1. Sep. 1939  |                                 | Überfall auf Polen | Bolesław Wieniawa-Długoszowski    | Wjatscheslaw Michailowitsch Molotow    |               |
| 3. Apr. 1940  |                                 | Massaker von Katyn | Władysław Raczkiewicz             | Wjatscheslaw Michailowitsch Molotow    | 19. Mai 1940  |
| 30. Juli 1941 |                                 | Sikorski-Maiski-Abkommen | Władysław Raczkiewicz             | Josef Stalin                           |               |
| 14. Aug. 1941 | Józef Retinger                  | Geschäftsträger | Władysław Raczkiewicz             | Josef Stalin                           | 5. Sep. 1941  |
| 1. Sep. 1941  | Stanisław Kot                   | | Władysław Raczkiewicz             | Josef Stalin                           | 14. Sep. 1942 |
| 15. Sep. 1942 | Tadeusz Romer                   | | Władysław Raczkiewicz             | Josef Stalin                           | 26. Apr. 1943 |
| 4. Juli 1943  |                                 | Flugzeugabsturz bei Gibraltar (1943) | Władysław Raczkiewicz             | Josef Stalin                           |               |
| 1. Aug. 1944  |                                 | Sowjetunion nimmt diplomatische Beziehungen mit dem Lubliner Komitee auf. Vertreter der UdSSR beim Lubliner Komitee war Nikolai Alexandrowitsch Bulganin. | Bolesław Bierut                   | Josef Stalin                           | 1. Aug. 1944  |
| 22. Juli 1944 | Stefan Jędrychowski             | | Bolesław Bierut                   | Josef Stalin                           | 22. Juli 1944 |
| 5. Jan. 1945  |                                 | Volle diplomatische Beziehungen auf der Ebene der Botschaften zwischen der UdSSR und der provisorischen Regierung                                         | Bolesław Bierut                   | Josef Stalin                           | 5. Jan. 1945  |
| 1945          | Zygmunt Modzelewski             | | Bolesław Bierut                   | Josef Stalin                           | 1945          |
| 1945          | Henryk Raabe                    | | Bolesław Bierut                   | Josef Stalin                           | 1946          |
| 1947          | Marian Naszkowski               | | Bolesław Bierut                   | Josef Stalin                           | 1950          |
| 1953          | Wacław Lewikowski               | | Aleksander Zawadzki               | Georgi Maximilianowitsch Malenkow      | 1957          |
| 1957          | Tadeusz Gede                    | | Aleksander Zawadzki               | Nikolai Alexandrowitsch Bulganin       | 1959          |
| 1959          | Bolesław Jaszczuk               | | Aleksander Zawadzki               | Nikita Sergejewitsch Chruschtschow     | 1963          |
| 1963          | Edmund Pszczółkowski            | | Aleksander Zawadzki               | Nikita Sergejewitsch Chruschtschow     | 1964          |
| 1968          | Jan Ptasiński                   | (* 21. April 1921 in Dłutowo) | Marian Spychalski                 | Leonid Iljitsch Breschnew              | 1971          |
| 1971          | Zenon Nowak                     | | Józef Cyrankiewicz                | Leonid Iljitsch Breschnew              | 1971          |
| 1978          | Kazimierz Olszewski             | (* 9. August 1917 in Trześniówka bei Lviv, † 29. August 2014 in Warschau)                                                                                 | Henryk Jabłoński                  | Leonid Iljitsch Breschnew              | 1982          |
| 1982          | Stanisław Kociołek              | (* 3. Mai 1933 in Warschau) | Henryk Jabłoński                  | Leonid Iljitsch Breschnew              | 1985          |
| 1985          | Włodzimierz Natorf              | (* 12. Oktober 1931 in Łódź, † 19. Juli 2012 in Warschau)                                                                                                 | Wojciech Jaruzelski               | Andrei Andrejewitsch Gromyko           | 1989          |
| 21. Sep. 1989 | Stanisław Ciosek                | Bis 31. Dezember 1991 Botschafter in der Sowjetunion anschließend in Russland. (* 2. Mai 1939 in Pawłowice)                                               | Wojciech Jaruzelski               | Michail Sergejewitsch Gorbatschow      | 1996          |
| 1996          | Andrzej Załucki                 | (* 2. September 1941 in Kolomyja) | Aleksander Kwaśniewski            | Boris Nikolajewitsch Jelzin            | 2002          |
| 2002          | Stefan Meller                   | | Aleksander Kwaśniewski            | Wladimir Wladimirowitsch Putin         | 2005          |
| 2005          | Wiktor Ross                     | Geschäftsträger (* 1949 in Moskau) | Aleksander Kwaśniewski            | Wladimir Wladimirowitsch Putin         | 2006          |
| 2006          | Jerzy Bahr                      | | Lech Kaczyński                    | Wladimir Wladimirowitsch Putin         | 2010          |
| 30. Nov. 2010 | Wojciech Zajączkowski           | (* 19. Dezember 1963 in Bydgoszcz) | Bronisław Komorowski              | Dmitri Anatoljewitsch Medwedew         | 2014          |
| 2014          | Katarzyna Pełczyńska-Nałęcz     | | Bronisław Komorowski              | Dmitri Anatoljewitsch Medwedew         | 2016          |
| 2016          | Włodzimierz Marciniak           | | Andrzej Duda                      | Wladimir Wladimirowitsch Putin         | 2020          |
| 2021          | Krzysztof Krajewski             | | Andrzej Duda                      | Wladimir Wladimirowitsch Putin         |               |